# Xã German, Quận Richland, Illinois
Xã German (tiếng Anh: German Township) là một xã thuộc quận Richland, tiểu bang Illinois, Hoa Kỳ. Năm 2010, dân số của xã này là 341 người.